# خواجه موسی‌لی پایین
خواجه موسی‌لی پایین (ترکی آذربایجانی: Aşağı Xocamusaxlı) یک منطقهٔ مسکونی در جمهوری آرتساخ است که در استان کاشاتاق واقع شده‌است.